# Acropyga bakwele
Acropyga bakwele es una especie de hormiga del género Acropyga, tribu, Lasiini, orden Hymenoptera. Fue descrita por  LaPolla & Fisher en 2005.

## Distribución
Se distribuye por Gabón.

## Hábitat
Habita en selvas tropicales, en basuras, hojas y madera podrida. Se ha encontrado a elevaciones de 600 metros.